# بياروم بوفيه
بياروم بوفيه (الاسم العلمي:Biarum bovei) هو نوع من النباتات يتبع جنس البياروم من الفصيلة اللوفية.